# Hammonton (New Jersey)
Hammonton est une ville de l'État américain du New Jersey, située dans le comté d'Atlantic.
Lors du recensement de 2010, sa population est de 14 791 habitants. La municipalité s'étend sur 41,42 milles carrés (107,28 km2), dont 0,53 milles carrés (1,37 km2) d'étendues d'eau.
La ville devient une municipalité indépendante des townships de Hamilton et de Mullica le 5 mars 1866.